# Лукіан Бельгійський
Лукіан Бельгійський (лат. Lucianus, фр. Lucien) — християнський святий, мученик. Перший єпископ Бовеський.

## Біографія
Жив у Римі, в язичництві носив ім'я Лукій (Люцій). Навернений до християнства апостолом Петром. Після смерті апостола святий Лукіан проповідував Євангеліє в Італії, коли до Риму завітав святий Діонісій Ареопагіт, який шукав супутників для місіонерської подорожі до західних країн. Лукіан, висвячений на єпископа святим, Папою Климентом І, вирушив з проповіддю. Його співподорожуючі залишилися у різних місцинах: святий Маркеллін в Іспанії, Сатурнін — в Галлії, Діонісій — до пресвітер Максіан, диякон Юліан та святий Лукіан пішли до Бельгії.
Проповідь святого Лукіана була дуже успішною. За переказом, він навернув у християнство багато язичників словом і прикладом. Святий Лукіан був суворим подвижником, за весь день їв лише шматок хліба та трохи води. У зверненні був лагідний, завжди радісний і світлий особою. Незабаром майже все населення Бельгії навернулося у християнство. У той час римський імператор Доміціан розпочав чергові гоніння на християн і видав указ, який наказував піддавати мукам і страті всіх, хто відмовиться принести жертву язичницьким богам.

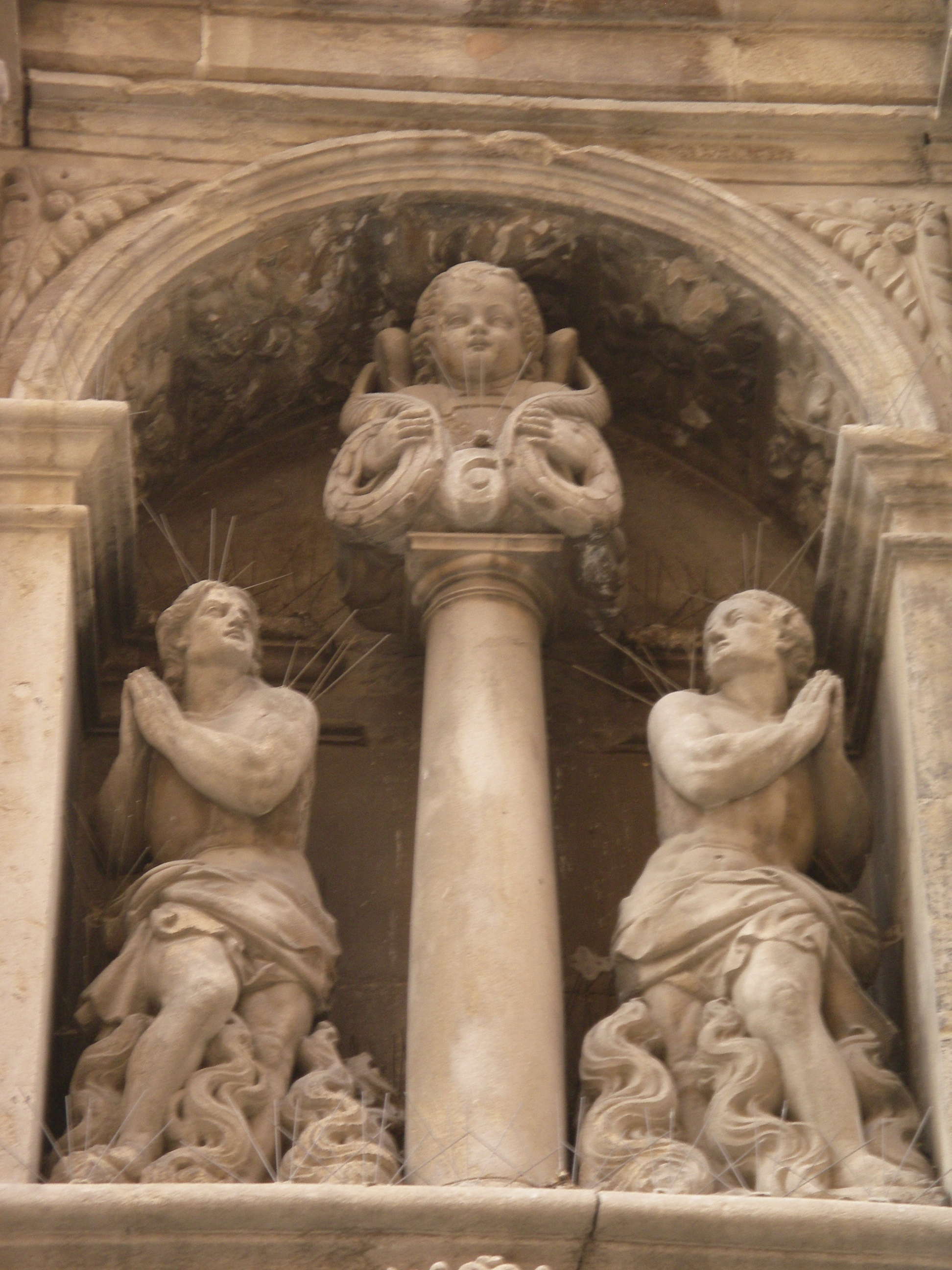
Святі Лукіан і Максіан, статуї на ратуші міста Бік

### Мучеництво
Для виконання указу до Бельгії були послані троє сановників. За переказом, святий Лукіан мав видіння про його мученицький подвиг. Зібравши паству, він переконував її не боятися погроз, мук і смерті, а потім підніс подяку Богові, що дарував йому можливість приєднатися до сонму святих мучеників. Після молитви Лукіан з пресвітером Максіаном і дияконом Юліаном пішов на вершину гори, де продовжував повчати народ. Тут святих наздогнали воїни імператора і привели на суд. Святим Максіану і Юліану було запропоновано відректися від Христа і принести жертву ідолам, але вони обидва відмовилися і були обезголовлені.
Суддя став допитувати святого Лукіана, звинувачуючи його у чаклунстві та непокорі імператору та Сенату. Святий відповів, що він не чарівник, а раб Істинного Бога, Господа Ісуса Христа, і відмовився принести жертву ідолам, створеним людськими руками. Святий був підданий жорстокому бичуванню, під час якого тільки повторював: «Ніколи не перестану серцем, вірою і устами хвалити Христа, Сина Божого». Святий мученик був обезголовлений. За переказом, над його тілом засяяло світло, і було чути голос Христа, що закликав доблесного страждальця у Небесне Царство для отримання мученицького вінця. Силою Божою святий встав, узяв свою відрубану голову, перейшов через річку і, дійшовши до обраного ним для поховання місця, ліг на землю і з миром спочив. При вигляді цього найбільшого чуда близько 500 язичників звернулися до Христа. Згодом над труною мученика Лукіана була споруджена церква, в яку перенесли останки і святих мучеників Максіана та Юліана.

## Шанування
Над його могилою була побудована церква, названа церквою Святих Петра і Лукіана. Храм був зруйнований у V столітті. Близько 583 р., на прохання Додо, єпископа Бове король Хільперік І наказав побудувати нову базиліку і монастир на тому ж місці. Додо освятив храм, присвятивши його святим Петрові і Лукіану. Монастир був зруйнований у 845 під час вторгнень норманів, але новий був побудований уже у XII столітті, і був також в місцем поховання святих. У 1261 р. мощі Лукіана, Максиміана, і Джуліана були поміщені у нову раку Гіоймом де Гресом, єпископом Бове. Перенесення мощей відбулося у присутності святого Людовик IX, короля Франції, і Теобальда II, короля Наваррського, і великої кількості французької знаті. Пам'ять про це перенесення раніше відзначали в абатстві Бове як fête des Corps Saints. 5 січня 1791 року монастир був виставлений на продаж і був куплений багатим парижанином, Вісенте Альтеріо. Літургійні об'єкти були перевезені до церкви Нотр-Дам-дю-Тіль. Базиліка і монастир були зруйновані між 1795 і 1819 рр. А 20 листопада 1793 року мощі Лукіана були спалені протестантами.
У Франції 26 церков присвячені святому Лукіану: Ansacq / Avrechy / Buicourt / Bury / Caisnes / Catillon-Fumechon / Courcelles-Epayelles / Elencourt / Fontaine-Saint-Lucien / Godenville / Litz / Loconville / Maulers / Méru / Muidorge / Nivillers / Noailles / Pont-Ste-Maxence / Rothois / Rue-Saint-Pierre (la) / Troussencourt / Verderel-Les-Sauqueuse / Villers-sur-Auchy / Warluis
День пам'яті — 3 липня, 8 січня.

## Покровительство
Є святим-покровителем міст Бік та Бове. Святий покровитель тих, хто носить ім'я Лук'ян та похідні від нього прізвища Лук'яненко, Лук'янець, Лук'янчук тощо.